# Celico
Celico é uma comuna italiana da região da Calábria, província de Cosenza, com cerca de 3.196 habitantes. Estende-se por uma área de 98 km², tendo uma densidade populacional de 33 hab/km². Faz fronteira com Acri, Casole Bruzio, Lappano, Longobucco, Rose, Rovito, San Pietro in Guarano, Spezzano della Sila.

## Demografia
| Variação demográfica do município entre 1861 e 2011                               |
|                                                                                   |
| Fonte: Istituto Nazionale di Statistica (ISTAT) - Elaboração gráfica da Wikipedia |